# Peter W. Edbury
Peter William Edbury (ur. 1947) – brytyjski historyk, specjalizujący się w dziejach wypraw krzyżowych.

## Życiorys
W latach 1958–1966 uczył się w Chichester Boys' High School, a następnie studiował na St Andrews University. W 1970 uzyskał tytuł magistra. W 1974 obronił doktorat, poświęcony cypryjskim feudałom z czasów wypraw krzyżowych. Od 1977 pracownik Cardiff University. W 2000 został profesorem historii.
Autor artykułów publikowanych w takich czasopismach jak "English Historical Review", "Epeterida  tou Kentrou Epistimonikon Erevnon" "Journal of Medieval History" i "Medieval  Archaeology".
Żonaty (żona Hazel), ma syna Richarda i córkę Joanne.

## Książki
- The Kingdom of Cyprus  and the Crusades, 1191-1374 (1991)
- The Conquest of Jerusalem and the Third Crusade: Sources in Translation (1996)
- John of Ibelin and the Kingdom of Jerusalem (1997)
- Kingdoms of the Crusaders: from Jerusalem to Cyprus (1999)